# Szterling duński
Szterling duński (duń. sterling) – początkowo srebrna, później miedziana moneta duńska wartości 3 fenigów.
Pierwsze srebrne sterlingi wybito w Danii w 1397 roku. Monety te były wzorowane na angielskich szterlingach, stąd nazywano je często engelskami. Od 1422 roku duński szterling bity był już tylko z miedzi. Ostatnie duńskie sterlingi, wybite w okresie panowania Krzysztofa Bawarskiego (1440–1448), ważyły 0,67 grama.

## Literatura
- Zbigniew Żabiński, Rozwój systemów pieniężnych w Europie zachodniej i północnej, Zakład Narodowy Imienia Ossolińskich – Wydawnictwo, Wrocław 1989, ISBN 83-04-02992-8.